# 23e division d'infanterie Ferrara
Pour les articles homonymes, voir 23e division d'infanterie.
La 23e division d'infanterie Ferrara est une division d'infanterie de montagne de l'armée italienne pendant la Seconde Guerre mondiale. Elle fut formée en tant que division Murgia le 28 mars 1939, avant de connaitre un changement de nom en Ferrara le 24 mai 1939. La seule différence entre les divisions d'infanterie de ligne et les divisions d'infanterie de montagne était que l'artillerie de ces dernières était transportée par des mules de bât au lieu des calèches standard. Les véritables divisions de guerre de montagne de l'Italie étaient les six divisions alpines dirigées par les troupes de montagne Alpini. Après la capitulation italienne aux Alliés en septembre 1943, la division se rend aux Allemands. Ses hommes étaient enrôlés à Bari et dans les Murge.

## CROWCASS
Les noms de 12 hommes italiens attachés à la division Ferrara figurent sur la liste CROWCASS établie par les Alliés anglo-américains des individus recherchés par la Yougoslavie pour crimes de guerre :
- (Nom) BOCCA - (numéro de dossier CR) 190899 - (grade, profession, unité, lieu et date du crime) colonel, armée italienne, 82. Bn., Div. Ferrara, Sarnik Monténégro (Yougo.) 5.,6.43 - (Raison recherchée) Meurtre - (Recherché par) Yugo[3].
- CIPRIANI - 190932 - Cpl., Armée italienne, Div. Ferrara, Kapino-Polje (Yougo.) 6.43 - Meurtre - Yugo[4].
- DAVELA Giuseppe - 190946 - Officier, armée italienne, Div. Ferrara, Rastok, Monténégro (Yugo.) 3.42 - Meurtre - Yugo[5].
- FRANCESCHINI Mario - 190963 - Général, Armée Italienne, Div. Ferrara, Savnik Monténégro (Yugo.) 5.-6.42 - Meurtre - Yugo[6].
- GERMANO Francesco - 190976 - Col., Armée italienne, Unité Ferrara Div., Monténégro (Yugo.) 5.43 - Meurtre - Yugo[7].
- GUIDO Francesco - 190982 - Sgt., Armée italienne, Div. "Ferrara", Kapino Polje Monténégro (Yugo.) 6.43 - Meurtre - Yugo[8].
- MAINERI - 193553 - Lt.Général, Armée Italienne, Commandant de la 23 "Ferrara"-Div., Niksic (Yugo. ) - Meurtre - Yugo[9].
- PANARELLI Francesco 149074 Lt., Armée italienne "Ferrara" Div., Carabinieri, Monténégro (Yugo. ) - Meurtre - Yugo[10].
- ROSCIOLI Giuseppe - 191085 - Col., Armée Italienne, 47 Rgt." Dolla" Div. "Ferrara", Savnik, Monténégro (Yugo.) 43 - Meurtre - Yugo[11].
- SANTIS DE VINCENZO Eugenio - 191165 - Commandant, III Btty. 14 Artillery Rgt., Ferrara Div., Savnik Monténégro (Yougo.) 5.-6.43 - Meurtre - Royaume-Uni[11].
- TABANELLI - 191122 - Fasciste, Officier de CC, NN à Ferrara Div., Kapino Polje Nikso, Monténégro (Yugo.) 6.43 - Meurtre - Yugo[12].
- ZONI Francesco - 144987 - Officier, Ital. Armée, Ferrara-Div., Monténégro (Yougo.) 1943 - Meurtre - Yugo[13].

## Ordre de bataille
- 47e régiment d'infanterie Ferrara
- 48e régiment d'infanterie Ferrara
- 14e régiment d'artillerie Murge
- 82e Légion CCNN (chemises noires)
- 23e bataillon de mortiers
- 23e compagnie antichar
- 23e société de signalisation
- 58e entreprise pionnière
- 127e section médicale
- 9e section d'approvisionnement
- 3e boulangerie artisanale[2]